# Tacca maculata

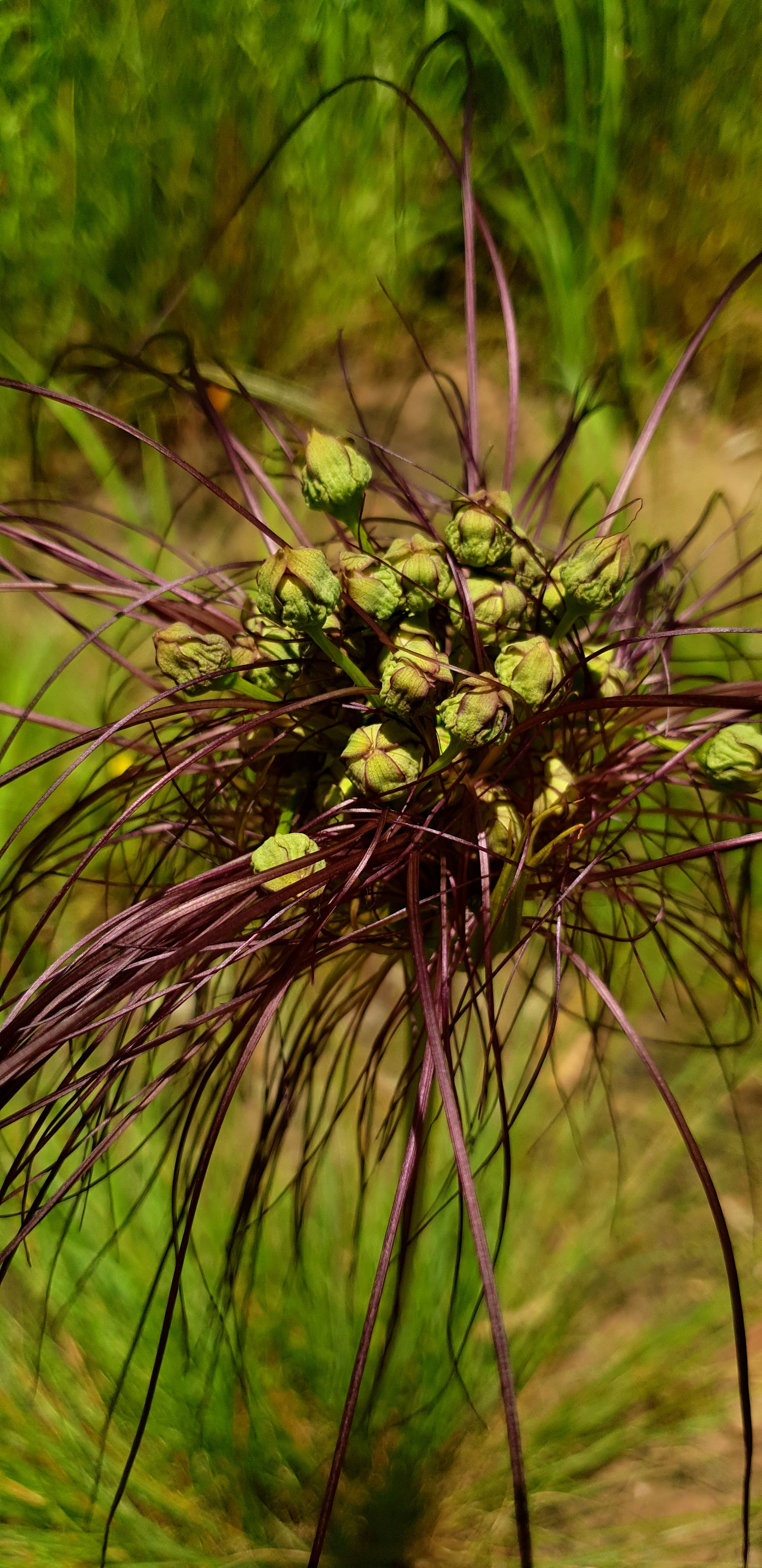
Mirima National Park

Tacca maculata là một loài thực vật có hoa trong họ Dioscoreaceae. Loài này được Seem. miêu tả khoa học đầu tiên năm 1866.